# Christa Klages stora förtvivlan
Christa Klages stora förtvivlan (originaltitel: Das Zweite Erwachen der Christa Klages), västtysk film från 1977 regisserad av Margarethe von Trotta. Berättelsen är baserad på en verklig händelse. Det är en enkelt gjord film vars teman går att koppla till dåtidens västtyska samhällsklimat, terrorismen och vänsterrörelsen.

## Rollista
- Tina Engel - Christa Klages
- Sylvia Reize - Ingrid Häkelse
- Katharina Thalbach - Lena Seidlhöfer
- Marius Müller-Westerhagen - Werner Wiedemann
- Peter Schneider - Hans Grawe

## Handling
Filmen handlar om, och berättas av, Christa Klages, som deltar i ett bankrån för att rädda det daghem, där hon i vanliga fall jobbar, från att tvingas läggas ner, då varken kommun eller stat vill ge det bidrag. En av hennes två medbrottslingar grips dock snart och tjallar för polisen. Tillsammans med sin kvarvarande kompanjon, Werner, jagas nu Christa av polisen, samtidigt som hon måste se till att daghemmet får pengarna från bankrånet. De vänder sig först till prästen Hans, för att han under täckmanteln av att ha haft en insamling i kyrkan till förmån för daghemmet ska sätta in pengarna på daghemmets konto. Hans vägrar dock göra detta, även om han blir förälskad i Christa. Därefter vänder sig Christa och Werner till Christas barndomsvän Ingrid. Hos henne stannar de ett par dagar, men när Werner skjuts till döds av en polis på öppen gata flyr Christa, med Ingrids och Hans hjälp, till Portugal. Innan dess gör Ingrid dock ett försök att lämna över pengarna från bankrånet till daghemmet, men dessa vill inte ha dem, eftersom de är sura på Christa som inte berättade om bankrånet i förväg. I Portugal bor Christa sedan ett tag på ett kollektiv tillsammans med Ingrid, men de tvingas tillbaka till Västtyskland när Christas bankrånarbakgrund och rykten om ett förhållande mellan Christa och Ingrid, blir kända. Christa är nu trött på att fly och flyttar hem igen, där hon snart grips av polisen.
Parallellt med denna handling får man även följa en av de banktjänstemän som togs som gisslan under rånet. Hon söker efter den efterlysta Christa och söker bland annat upp daghemmet. Under en vittneskonfrontation nekar hon dock till att Christa skulle ha deltagit i bankrånet. Filmen slutar med en stillbild på Christas ansikte vid detta besked.